# Wilson’s Mills
Wilson’s Mills – miasto w Stanach Zjednoczonych, w stanie Karolina Północna, w hrabstwie Johnston.